# 1755 (album)
1755 je dvanácté studiové album portugalské gothicmetalové hudební skupiny Moonspell. Vydáno bylo dne 3. listopadu 2017 prostřednictvím vydavatelství Napalm Records. Album je konceptuální, pojednává o zemětřesení v Lisabonu v roce 1755, což byla v době vydání nejsilnější evropské zemětřesení. Vzhledem k tématu desky jsou písně obohacené o spoustu orchestrálních aranží a sborů. Skupina ovšem nespolupracovala s žádným orchestrem, všechny party vytvořil anglický producent John Phillips samplováním. Kvůli zachování co největší autentičnosti díla byly všechny texty napsány v portugalštině.
Album bylo původně plánováno jako čtyř písňový EP či jako bonus k připravovanému DVD, které je plánováno na rok 2018. Díky tomu, že byli členové skupiny produktivnější, než předpokládali, se ovšem rozhodli vydat plnohodnotnou desku. Zpěvák Fernando Ribeiro ve snaze pěvecky vyjádřit atmosféru zemětřesení využívá především agresivní vokály, v určitých místech ale zpívá také citlivě. Podle vlastních slov tím chtěl vyjádřit „kontrast mezi životem a katastrofou“.
V rámci hodnocení redaktorů magazínu Spark se deska s počtem 4,73 bodů ze 6 možných stala albem měsíce listopad. Jeden z recenzentů, Martin Čermák, uvedl, že „Moonspell stvořili monumentální hudební pomník nejen sobě, ale především svému rodnému městu“. Jeho kolega David Havlena album označil za „ohromné, originální a fascinující hudební drama.“ Během turné k podpoře alba bylo v Lisabonu natočeno koncertní DVD Lisboa Under the Spell (2018).

## Seznam skladeb
Všechny skladby napsal(i) Moonspell. 
| Pořadí         | Název                                                 | Délka |
| -------------- | ----------------------------------------------------- | ----- |
| 1.             | Em Nome do Medo                                       | 5:32  |
| 2.             | 1755                                                  | 5:12  |
| 3.             | In Tremor Dei                                         | 4:26  |
| 4.             | Desastre                                              | 3:22  |
| 5.             | Abanão                                                | 4:38  |
| 6.             | Evento                                                | 4:44  |
| 7.             | 1 de Novembro                                         | 3:53  |
| 8.             | Ruínas                                                | 4:55  |
| 9.             | Todos os Santos                                       | 5:10  |
| 10.            | Lanterna dos Afogados (Os Paralamas do Sucesso cover) | 6:30  |
| 11.            | Desastre (španělská verze)                            | 3:26  |
| Celková délka: | Celková délka:                                        | 51:48 |

## Obsazení
- Fernando Ribeiro – zpěv
- Ricardo Amorim – kytara
- Pedro Paixão – klávesy, kytara
- Aires Pereira – basová kytara
- Miguel Gaspar – bicí

Hosté
- Mariangela Demurtas – ženské sbory
- Carmen Simoes – ženské sbory
- John Phillips – aranže, orchestreace

Technická podpora
- Tue Madsen – producent
- João Diogo – přebal alba